# Colby O'Donis
Colby O'Donis Colón (sinh ngày 14 tháng 3 năm 1989) là một ca sĩ-nhạc sĩ nhạc Pop, R&B và hip hop người Mỹ.

## Sự nghiệp âm nhạc
Khi anh 3 tuổi, bố mẹ anh đã rời đến Altamonte Springs, Florida nới anh bắt đầu cộng tác với những nhạc sĩ/nhà sản xuất như Full Force, người đã chịu trách nhiệm sản xuất cho nhiều bài hit của Backstreet Boys, Lisa Lisa & Cult Jam, 'N Sync, và Britney Spears. Colby trở nên nổi tiếng vào 10 tuổi khi anh trở thành nghệ sĩ thu âm trẻ nhất ký hợp đồng vớiMotown Records để thực hiện một bài hát chính cho soundtrack của một bộ phim. Bài hát có tựa đề "Mouse in the House" và được chọn làm soundtrack vào năm 1999 cho bộ phim Stuart Little. Sau đó, anh tham gia các khóa học guitar với Johan Oiested, một nhạc công tạo giai điệu cho các bài hát của Carlos Santana. Đến 11 tuổi, anh xuất hiện đều đặn như một diễn của loạt chương trình truyền hình Grandpa's Garage. Đến năm 14 tuổi, niềm say mê âm nhạc của Colby đã thúc đẩy anh mở một show cho những nghệ sĩ thu âm gồm JoJo, B-5, Backstreet Boys, Brian McKnight, 98° và 'N Sync. Ngay sau sinh nhật thứ 15 của anh, bố mẹ Colby quyết định chuyển đến Los Angeles.
Đĩa đơn đầu tiên của Colby, "What You Got" hợp tác với Akon, đã phát hành vào ngày 26 tháng 2 năm 2008 và trong tháng 4 năm 2008, anh đã hợp tác với bài hit nhạc dance "Just Dance" cùng với Kon Live và ca sĩ chính là Lady Gaga. Đĩa đơn thứ hai của anh mang tên "Don't Turn Back" được phát hành vào ngày 24 tháng 6 năm 2008. Album đầu tay của Colby Colby O đã được phát hành vào ngày 16 tháng 9 năm 2008. Colby trình diễn hit của anh "What You Got" tại US Open's Arthur Ashe Kids Day, và gần đây hợp tác trong màn mở đầu New Kids on the Block. Vào ngày 23 tháng 11 năm 2008, anh biểu diễn quốc ca tại 2008 MLS Cup. Colby cũng hợp tác trong ca khúc "Beautiful" từ album năm 2008 của Akon, album Freedom. Vào ngày 4 tháng 12 năm 2008, anh nhận lời đề cử giải Grammy cho danh hiệu Thu âm nhạc dance của năm cho sự đóng góp của anh cho bài "Just Dance" của Lady Gaga.

## Danh sách đĩa hát

### Album
- Colby O (2008)